# 肖特兰街
肖特兰街（英語：Shortland Street）是新西蘭圍繞虛構肖特蘭街醫院黃金時段的肥皂劇定心，對TV2首播新西蘭電視台於1992年5月25這是該國歷史最悠久的戲劇，肥皂劇，連續超過7400情節和30年正在播出，並在新西蘭最受矚目的電視節目之一。
該節目最初被篩選為五個半小時節目，每星期，最初收到關於它的首演褒貶不一的評價。其推出後，它下降評級，將被取消，如果TVNZ沒有下令一年的發作提前。到1993年年初，該節目的評級撈起，TVNZ重新生產。今天，它是新西蘭的收視率最高的節目之一，經常使得本週的AGB尼爾森媒介研究的前5個程序。